# Шаландон, Фердинанд
Фердинанд Шаландон (фр. Ferdinand Chalandon; 10 февраля 1875, Лион — 31 октября 1921, Лозанна) — французский историк-медиевист и византинист.

## Биография
Окончил парижский Лицей Людовика Великого. В 1895 поступил в Школу хартий, в 1897 получил диплом Высших Исследований, а через два года — диплом архивиста-палеографа. В том же году был направлен на работу во Французскую школу в Риме (палаццо Фарнезе). В 1901 вернулся в Париж.
Основным предметом изучения Шаландона была история Нормандского Сицилийского королевства; его капитальный труд «История нормандского господства в Италии и Сицилии», охватывающий период с 1016 по 1194, получил в 1909 от Французской Академии Большую премию Гобера.
Другой крупной работой является история внешней политики Византийской империи при трех первых Комнинах (1081—1180), два тома которой вышли в Париже в 1900 и 1912. Этот труд, основанный на «гигантском фактическом материале», до сих пор остается единственной сводной работой на данную тему. Непосредственной заслугой Шаландона является разработка фактологии византийской политики в Малой Азии.
Последняя работа, «История Первого крестового похода до избрания Годфруа де Буйона», была опубликована после смерти автора. Также Шаландон был соавтором Гюстава Шлюмберже при создании «Сигиллографии Латинского Востока».
Скончался от проблем со здоровьем, возникших у него во время Первой мировой войны.

## Работы
- Essai sur le règne d’Alexis Ier Comnène (1081—1118). — P.: Picard, 1900
- La diplomatique des Normands de Sicile et de l’Italie méridionale // Mélanges d’Archéologie et d’Histoire de l'école française de Rome. T. XX, 1900
- Etat politique de l’Italie Méridionale à l’arrivée des Normands // Mélanges d’Archéologie et d’Histoire de l'école française de Rome. T. XXI, 1901
- Numismatique des Normands en Sicile, 1903
- Histoire de la domination normande en Italie et en Sicile. Tome I. Tome II. — P.: Picard, 1907 (ит. перевод: Storia della dominazione normanna in Italia ed in Sicilia, 3 voll., 1999—2001)
- Jean II Comnène (1118—1143), et Manuel I Comnène (1143—1180). — P.: Picard, 1912
- Histoire de la Première Croisade jusqu'à l'élection de Godefroi de Bouillon. — P.: Picard, 1925, 380 p.
- Schlumberger G.-L., Chalandon F., Blanchet A. Sigillographie de l’Orient latin. — P.: Geuthner, 1943